# Callisphyris leptopus
Callisphyris leptopus är en skalbaggsart som beskrevs av Philippi F. 1859. Callisphyris leptopus ingår i släktet Callisphyris och familjen långhorningar. Inga underarter finns listade.